# Сан-Карлос-Парк (Флорида)
Сан-Карлос-Парк (англ. San Carlos Park) — переписна місцевість (CDP) в США, в окрузі Лі штату Флорида. Населення — 18 563 особи (2020).

## Географія
Сан-Карлос-Парк розташований за координатами 26°28′36″ пн. ш. 81°49′8″ зх. д. / 26.47667° пн. ш. 81.81889° зх. д. (26.476694, -81.818863).  За даними Бюро перепису населення США в 2010 році переписна місцевість мала площу 12,93 км², з яких 12,22 км² — суходіл та 0,72 км² — водойми.

## Демографія
Згідно з переписом 2010 року, у переписній місцевості мешкали 16 824 особи в 6123 домогосподарствах у складі 4233 родин. Густота населення становила 1301 особа/км².  Було 7177 помешкань (555/км²).
Расовий склад населення:
| - 86,4 % — білих - 2,9 % — чорних або афроамериканців - 1,4 % — азіатів - 0,4 % — корінних американців - 7,1 % — осіб інших рас |

До двох чи більше рас належало 1,8 %. Частка іспаномовних становила 24,0 % від усіх жителів.
За віковим діапазоном населення розподілялося таким чином: 25,0 % — особи молодші 18 років, 66,4 % — особи у віці 18—64 років, 8,6 % — особи у віці 65 років та старші. Медіана віку мешканця становила 34,9 року. На 100 осіб жіночої статі у переписній місцевості припадало 107,0 чоловіків;  на 100 жінок у віці від 18 років та старших — 106,9 чоловіків також старших 18 років.
Середній дохід на одне домашнє господарство  становив 57 868 доларів США (медіана — 48 593), а середній дохід на одну сім'ю — 65 582 долари (медіана — 58 402). Медіана доходів становила 40 705 доларів для чоловіків та 35 125 доларів для жінок. За межею бідності перебувало 15,7 % осіб, у тому числі 21,0 % дітей у віці до 18 років та 10,6 % осіб у віці 65 років та старших.
Цивільне працевлаштоване населення становило 9844 особи. Основні галузі зайнятості: освіта, охорона здоров'я та соціальна допомога — 18,5 %, мистецтво, розваги та відпочинок — 17,2 %, роздрібна торгівля — 15,7 %.